# 赫曼陸龜
赫曼陸龜（學名：Testudo hermanni），是陸龜科陸龜屬中的一種。目前此龜種在野外共有三個已知亞種的存在，包括西部赫曼陸龜（T. h. hermanni）、東部赫曼陸龜（T. h. boettgeri）。而T. h. peleponnesica的品種現時則被歸納於東部赫曼陸龜。

## 品種分佈
赫曼陸龜在整個歐洲南部也有分佈。西部赫曼陸龜被分佈於法國南部、西班牙東部、巴利阿里群島、科西嘉島、撒丁島、西西里島、意大利南部和中部（托斯卡尼）。東部赫曼陸龜棲息在塞爾維亞、科索沃、馬其頓、羅馬尼亞、保加利亞、阿爾巴尼亞、希臘。T. h. hercegovinensis普遍分佈在波斯尼亞、黑塞哥維那、克羅地亞和黑山。

### 亞種分佈
- 西部赫曼陸龜T. h. hermanni：西班牙/法國/意大利
- 東部赫曼陸龜T. h. boettgeri：希臘/土耳其

## 特徵
赫曼陸龜屬中小型陸龜，來自歐洲南部。無論幼龜或成龜都會有一些誘人的黑色和黃色圖案在甲殼上，亮度可能會隨著年齡的增長而褪減，變成一些不太明顯的灰色或稻草黃色。牠們有一個略微彎曲的上頜骨，像其他陸龜一樣，沒有牙齒，只有一個強大的喙部。牠們的的呈四肢淺灰色至褐色，有鱗片及一些黃色的斑紋，尾部有一條呈角狀的尖端。成年雄性的尾巴會比較長及粗，與雌性的有明顯分別。
東部赫曼陸龜的體型遠遠大於西部，體長可達28厘米，重達3-4公斤。西部赫曼陸龜很少會大於18厘米，一些成龜在長大後只會長至7厘米。

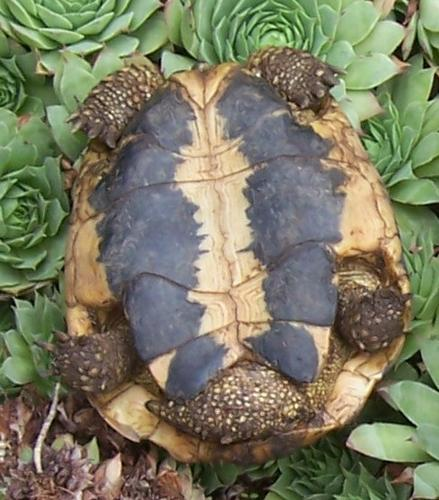
雄性西部赫曼陸龜
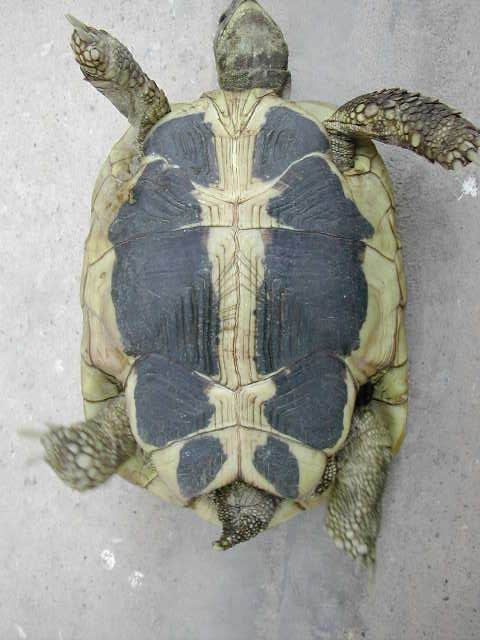
雌性西部赫曼陸龜
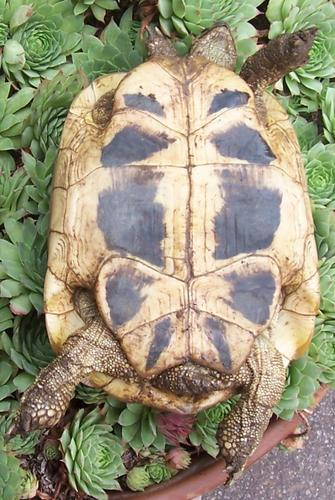
雌性東部赫曼陸龜

2006年，有人建議將赫曼陸龜改為Eurotestudo（歐洲陸龜屬）的，並把其亞種易名為（Eurotestudo hermanni及Eurotestudo boettgeri）。雖然有一些跡象表明，這可能是正確的，但現時的數據是不足以支持赫曼陸龜和俄羅斯陸龜彼此之間的關係。因此，此建議在短時間內未必會被接納。而亞種的分類未有確實的定位，因為似乎仍然有顯著的基因流動。
有人指出，作為衡量的線粒體DNA，突變積累的進化速率明顯不同，東部地區的族群發展速度較其他族群快，這是由於族群在巴爾幹山區的最後一個冰河時代時分裂。雖然這沒有涉及這一物種的分類，但這一物種的在分類學中，牠所呈現的分子鐘比一般陸龜更可疑的和不可靠。.

### 西部赫曼陸龜
西部赫曼陸龜（包括前亞種robertmertensi），有其地方性的特色。它有一個拱形的外殼，密集的著色，背甲有明顯的反差黃色斑，但會隨著年齡的增長而褪減，但仍可保持鮮艷的黃色。底甲有兩條黑色條紋在中央相連著。
頭部顏色從暗綠色至淺黃色，有不明顯的斑點，部分龜隻的斑點會在臉頰上發現，大多數也是黃色的斑點。稱為robertmertensi的品種具有非常突出的臉頰點。一般情況下，西部赫曼陸龜的前肢並沒有黑色，而牠們爪子顏色會較淡，雄性尾巴會大於雌性，擁有尖刺，一般情況下，會以外殼保護尾巴。少數龜隻會出現類似希臘陸龜的情況，甲殼之間相連著。

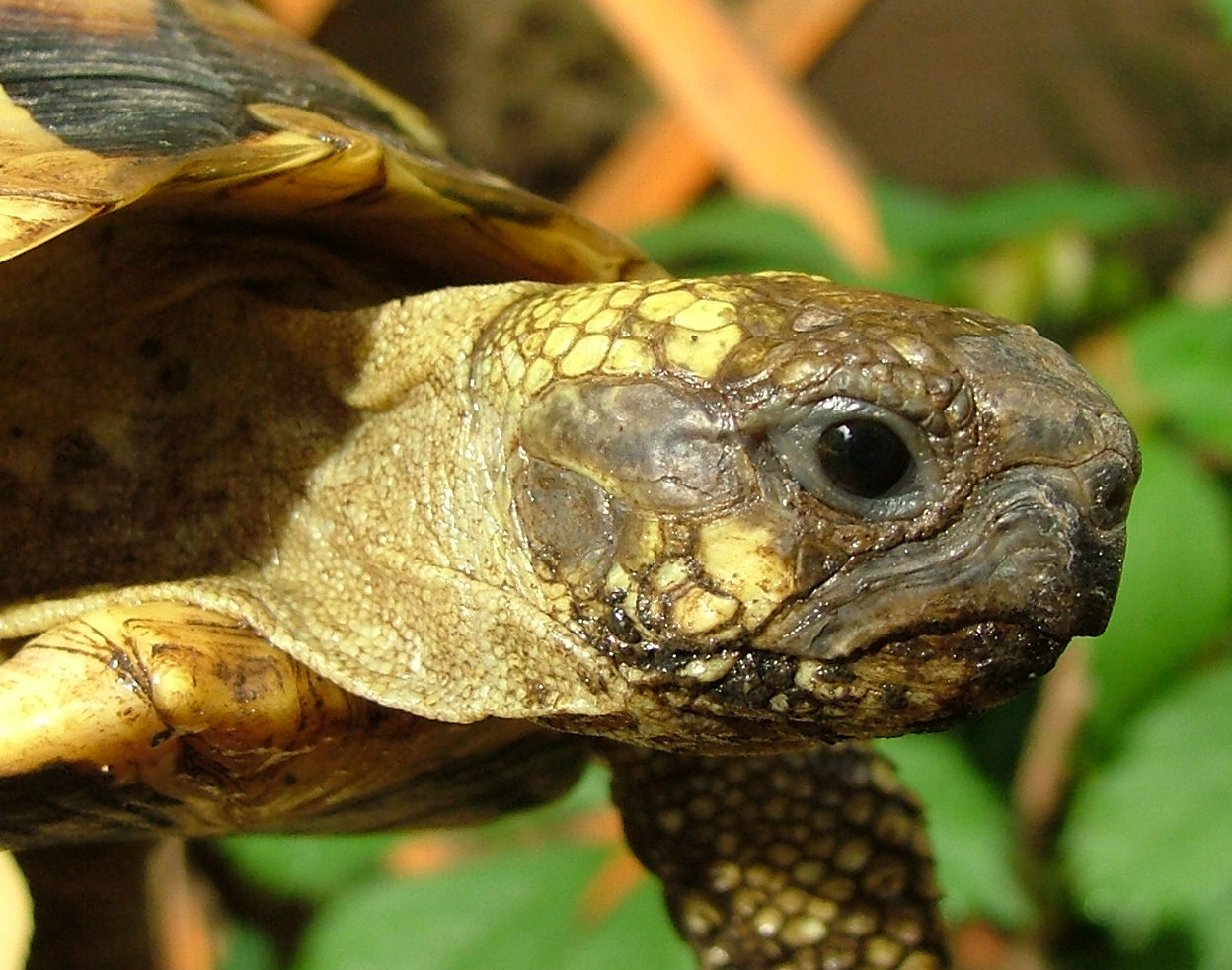
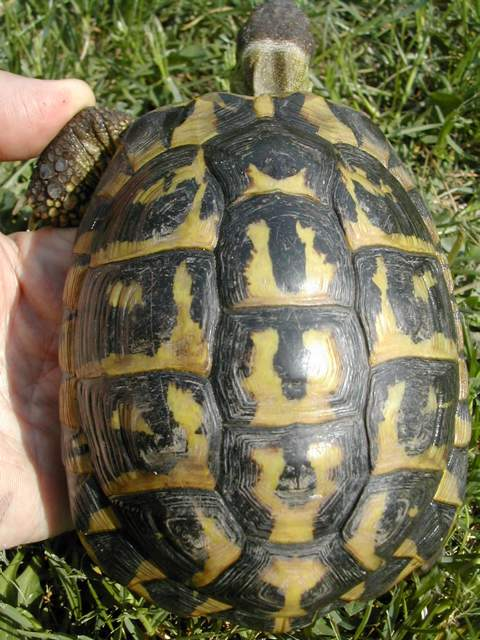
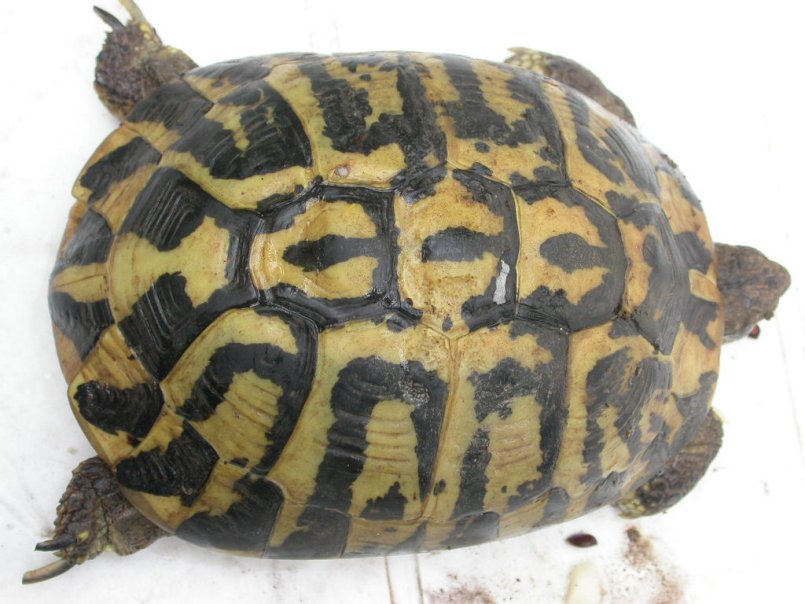
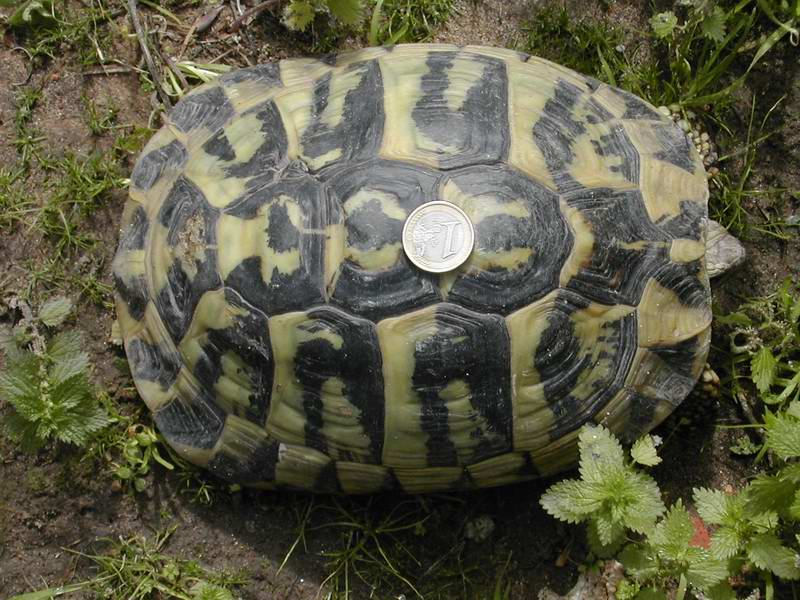

### 東部赫曼陸龜
巴爾幹海岸的的亞種hercegovinensis和當地peloponnesica的（SW伯羅奔尼撒半島海岸），它們構成了當地尚未地理上或在其他方面生殖隔離的形式，顯然來自在最後一個冰河時期的孑遺種群的。東部赫爾曼陸龜也有一個拱形，幾乎是圓形的甲殼，但也有一些特別平坦，長橢圓形。顯色為棕黃色或綠色的色調與和孤立的黑色斑點。的著色容易洗出相當強烈的年齡較大的動物。底面是幾乎總是變幅桿的顏色，並有單獨的黑色補片的兩側上的中央接縫。
頭是棕色至黑色，細密的鱗片。前肢同樣擁有細密的鱗片。前肢一般有4個爪子，後有3個爪子，這是深顏色在他們的基地。後腿的明顯比前肢細長，幾乎豐滿厚的。特別強烈的尾部尖峰，這可能是非常大的，在老年男性標本。女性有明顯較小tailspikes，稍微朝向主體彎曲。